# 涂弘猷
涂弘猷，字敷功，貴州都勻人，明朝末年大臣。
永曆三年御試賜進士，改庶吉士，歷官翰林院簡討、轉編修兼兵科給事中。五年奉詔貴州封孫可望秦王，後坐黨降級展書官，從扈緬甸病逝。